# إريكا موتا
إريكا موتا (10 يناير 1995 - ) هي لاعبة كرة طائرة جمهورية الدومينيكان. لعبت مع Mirador Volleyball ‏.

## وصلات خارجية
- إريكا موتا على موقع عالم الكرة الطائرة (الإنجليزية)